# Francon de Liège
Francon de Liège (Franco Leodiensis), né vers 1015/1020 et mort vers 1083, était un clerc du diocèse de Liège et mathématicien du XIe siècle.
Élève d'Adelman de Liège, puis lui-même écolâtre de la cathédrale de Liège, il est notamment connu pour ses travaux sur la géométrie euclidienne, et a laissé un traité sur la quadrature du cercle.

## Écrits
- De Quadratura Circuli Specimen, dans Patrologie Latine (éd. Abbé Migne), 143, col.1373-1376[1].

## Liens
- Notices dans des dictionnaires ou encyclopédies généralistes :   - Biografisch Portaal van Nederland
  - Deutsche Biographie
- Notices d'autorité :   - VIAF
  - GND
  - Vatican